# Водомер
Водомер е уред за измерване на количеството вода, преминаващо през тръба. Най-често се използва за установяване на изразходваното количество от дадено домакинство, кооперация или учреждение. Има различни видове водомери. В България се използват масово водомерите, които се отчитат от служител на водоснабдителното дружество, наречен инкасатор. Съществува и много алтернативен вид водомери, които изпращат по интернет отчетените стойности до водоснабдителното дружество. При този вид не е необходимо идването на инкасатор в дома.
Първият вид горепосочени водомери представляват желязно цилиндрично тяло със стъкло отгоре. Под стъклото са разположени стрелки, които показват изразходваната вода. Има и водомери, които показват директно като число отчетената стойност.
Вторият вид водомери имат същата форма, но повечето са с екран или механично показване и екран.
Водомерите се състоят от няколко ролки, чието въртене е свързано с показанията на определена стрелка на циферблата.
Често на някоя от ролките е закачен магнит, в този случай водомера има възможност да генерира импулси при всяко завъртане на дадената ролка.
Импулсите могат да бъдат отчитани през импулсния изход на водомера чрез устройства за дистанционен отчет от тип логър за данни.